# برون‌سپاری اخلاقی
برون‌سپاری اخلاقی (انگلیسی: Moral outsourcing) به معنای واگذاری مسئولیت تصمیم‌گیری‌های اخلاقی به نهادهای بیرونی، اغلب الگوریتم‌ها، است. این اصطلاح اغلب در بحث‌های علوم رایانه و انصاف الگوریتمی استفاده می‌شود، اما می‌تواند در هر موقعیتی که فردی برای رفع مسئولیت از خود به عوامل بیرونی متوسل می‌شود، صدق کند. در این زمینه، برون‌سپاری اخلاقی به‌طور خاص به تمایل جامعه برای سرزنش فناوری به جای سازندگان یا کاربران آن، برای هر گونه آسیبی که ممکن است ایجاد کند، اشاره دارد.

## تعریف
اصطلاح «برون‌سپاری اخلاقی» اولین بار توسط دکتر رومن چادهوری، دانشمند داده که به همپوشانی بین هوش مصنوعی و مسائل اجتماعی می‌پردازد، ابداع شد. چادهوری از این اصطلاح برای توصیف ترس‌های فزاینده از به اصطلاح «انقلاب صنعتی چهارم» پس از ظهور هوش مصنوعی استفاده کرد.
برون‌سپاری اخلاقی اغلب توسط اصحاب فناوری برای شانه خالی کردن از سهم خود در ساخت محصولات توهین‌آمیز به کار می‌رود. چادهوری در سخنرانی TED خود مثالی از یک سازنده می‌زند که با این جمله که «من فقط کارم را انجام می‌دادم» کار خود را توجیه می‌کند. این نمونه‌ای از برون‌سپاری اخلاقی و عدم پذیرش مسئولیت عواقب کار است.
وقتی صحبت از هوش مصنوعی می‌شود، برون‌سپاری اخلاقی به سازندگان اجازه می‌دهد تا تصمیم بگیرند چه زمانی ماشین انسان است و چه زمانی یک رایانه - و تقصیر و مسئولیت مشکلات اخلاقی را از دوش دست‌اندرکاران فناوری به دوش فناوری می‌اندازد. گفت‌وگوها پیرامون هوش مصنوعی و تعصب و تأثیرات آن نیازمند پاسخگویی برای ایجاد تغییر است. اگر سازندگان این سامانه‌های مغرضانه از برون‌سپاری اخلاقی برای اجتناب از هرگونه مسئولیت در قبال این موضوع استفاده کنند، مقابله با آنها دشوار است.
یکی از نمونه‌های برون‌سپاری اخلاقی، خشم نسبت به ماشین‌ها به خاطر «گرفتن شغل از انسان‌ها» به جای شرکت‌هایی است که در وهله اول از آن فناوری استفاده می‌کنند و مشاغل را به خطر می‌اندازند.
اصطلاح «برون‌سپاری اخلاقی» به مفهوم برون‌سپاری یا استفاده از یک عملیات خارجی برای تکمیل کارهای خاص برای سازمان دیگر اشاره دارد. در مورد برون‌سپاری اخلاقی، کار حل معضلات اخلاقی یا تصمیم‌گیری بر اساس یک آیین‌نامه اخلاقی قرار است توسط یک نهاد دیگر انجام شود.

## کاربردهای دنیای واقعی
در زمینه پزشکی، هوش مصنوعی به‌طور فزاینده‌ای در فرآیندهای تصمیم‌گیری در مورد اینکه کدام بیماران را درمان کنند و چگونه آنها را درمان کنند، درگیر می‌شود. مسئولیت پزشک در تصمیم‌گیری آگاهانه در مورد آنچه برای بیمارانش بهترین است، به یک الگوریتم واگذار می‌شود. همدلی نیز به عنوان بخش مهمی از عمل پزشکی ذکر شده است. جنبه‌ای که به‌طور واضح در هوش مصنوعی وجود ندارد. این شکل از برون‌سپاری اخلاقی یک نگرانی عمده در جامعه پزشکی است.
برون‌سپاری اخلاقی در زمینه‌های مختلفی مطرح می‌شود، از جمله در مورد خودروهای خودران. برای مثال، اگر نوجوانان دردسرسازی بخواهند با آسیب زدن به خودروی خودران، باعث انحراف و سقوط آن از صخره شوند، چه باید کرد؟ تصمیم‌گیری در این مورد به الگوریتم‌های تعریف‌شده در خودرو بستگی دارد. در صورت بروز حادثه، ممکن است مسئولیت به خودروی خودران نسبت داده شود، نه به سازندگان آن که این الگوریتم‌ها را نوشته‌اند.
همچنین در مورد الگوریتم‌های پلیس پیش‌بینی‌کننده نیز برون‌سپاری اخلاقی مطرح است. این الگوریتم‌ها نگرانی‌های اخلاقی زیادی را به همراه دارند زیرا باعث افزایش نظارت پلیس بر جوامع کم‌درآمد و اقلیت می‌شوند. در این مورد، تقصیر این حلقه معیوب به الگوریتم و داده‌های ورودی آن نسبت داده می‌شود، نه به کاربران و سازندگان فناوری.

## خارج از فناوری

### مذهب
برون‌سپاری اخلاقی در مذهب هم دیده می‌شود، جایی که افراد برای توجیه تبعیض یا آسیب به دیگران به دین متوسل می‌شوند. فیل زاکرمن، جامعه‌شناس، این تصور رایج که اخلاق از جانب خدا می‌آید را رد می‌کند و معتقد است که در بسیاری موارد، افراد اعتقادات و نظرات شخصی خود را به دین نسبت می‌دهند تا مسئولیت آنها را نپذیرند. این موضوع در اعتقادات سیاسی، پزشکی و حتی در موارد شدیدتر، بهانه‌ای برای خشونت دیده می‌شود.

### تولید
برون‌سپاری اخلاقی در دنیای تجارت نیز وجود دارد. برخی شرکت‌ها برای فرار از قوانین سختگیرانه زیست‌محیطی در کشورهای خود، فرایند تولید را به کشورهای دیگر با قوانین سهل‌گیرانه‌تر منتقل می‌کنند. در این موارد، پیامدهای آلودگی بیشتر به قوانین سست آن کشورها نسبت داده می‌شود، نه به خود شرکت‌ها.

## رومن چادهوری
رومن چادهوری صدای برجسته‌ای در بحث‌های مربوط به تلاقی اخلاق و هوش مصنوعی دارد. ایده‌های او در رسانه‌های معتبری مانند آتلانتیک، فوربز، MIT Technology Review و هاروارد بیزینس ریویو مطرح شده است.